# Список послов России в Великобритании

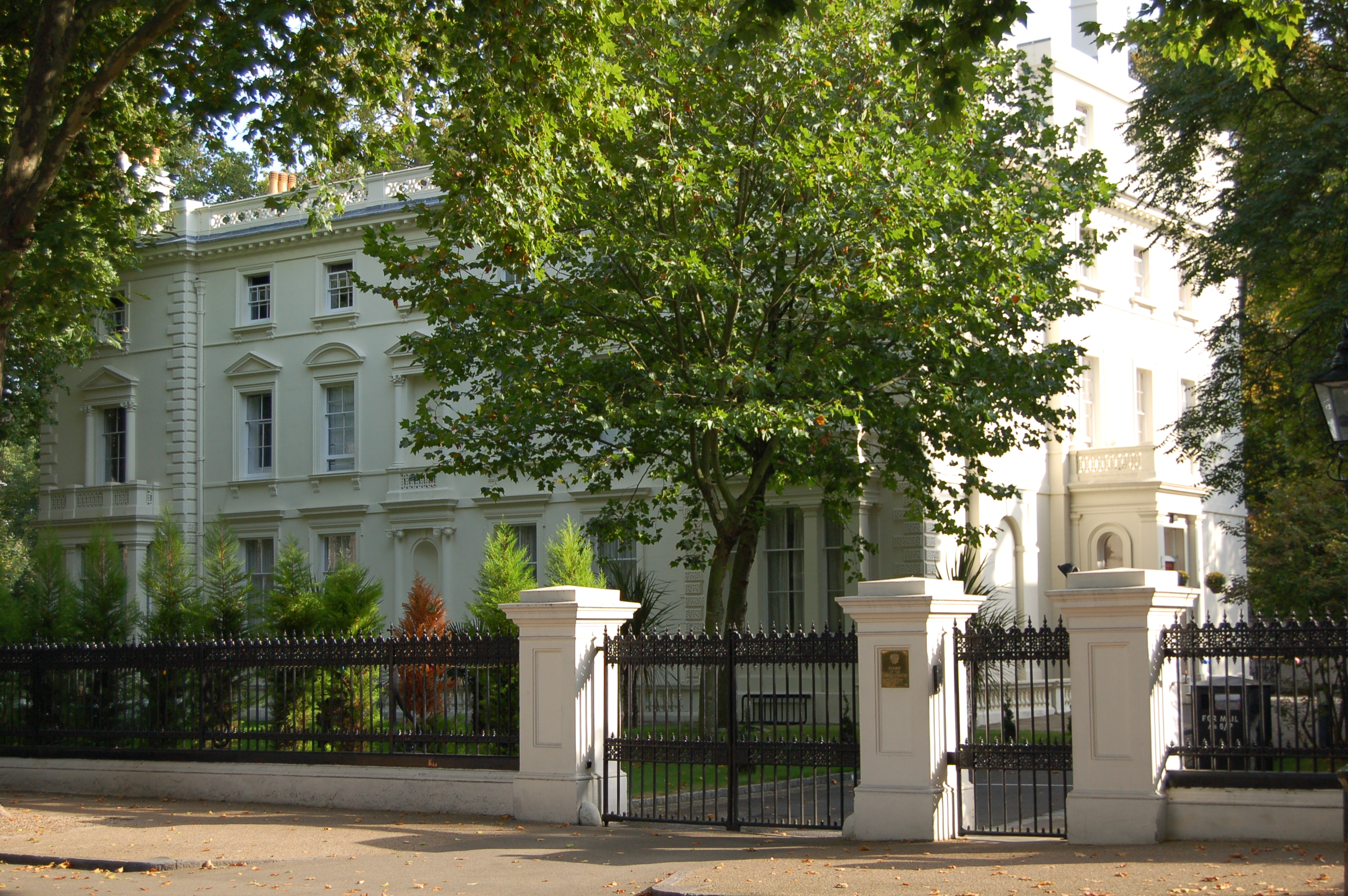
Российское посольство в Лондоне (Kensington Palace Gardens;)

В статье представлен список послов России в Великобритании.
История Российско-британских отношений насчитывает уже несколько столетий: в 1553 году были установлены дипломатические отношения между Россией и Великобританией, когда представитель короля Эдуарда VI — Ричард Ченслор (Ченслер), пытаясь отыскать «северный путь» в Индию, остановился в стольном граде Московии и в 1553 году был представлен царю Ивану IV Грозному

## Русское царство
| Время пребывания в должности                                                                             | Илл. | Имя | Годы жизни                                                                                                 | Ранг |
| 1556—1557                                                                                                | | Осип Григорьевич Непея                                                                                     | 149?—1570                                                                                                  | Глава посольского приказа |
| 1582—1583                                                                                                | | Фёдор Андреевич Писемский                                                                                  | 15??—1591                                                                                                  | Глава посольства |
| 1600—1601                                                                                                | | Григорий Иванович Микулин                                                                                  | 15??—16??                                                                                                  | Глава посольства |
| 1613 | | Алексей Иванович Зюзин                                                                                     | 15??—1619                                                                                                  | Глава посольства |
| 1662 | | Пётр Семёнович Прозоровский Большой                                                                        | 1621—1670                                                                                                  | Впервые после охлаждения англо-русских отношений во время революции, в Англию было отправлено посольство князя Петра Прозоровского. Главная цель — восстановление благоприятной атмосферы в отношениях между двумя странами. |
| Послы Царства Русского в Великобритании (1707 год — уния Англии и Шотландии, образование Великобритании) | | | | |
| Май 1707—1708                                                                                            | | Андрей Артамонович Матвеев                                                                                 | 1666—1728                                                                                                  | С дипломатическим поручением |
| 1710—1711                                                                                                | | Борис Иванович Куракин                                                                                     | 1676—1727                                                                                                  | Полномочный министр |
| 1711—1713                                                                                                | | Альбрехт фон дер Лит                                                                                       | 1659—1718                                                                                                  | Резидент |
| 1713—1717                                                                                                | | Бертрам фон Шак                                                                                            | 16..—17..                                                                                                  | Резидент |
| 9 июня 1717 — февраль 1720                                                                               | | Фёдор Павлович Веселовский                                                                                 | 16..—1762                                                                                                  | Резидент |
| Март 1720 — 14 ноября 1720                                                                               | | Михаил Петрович Бестужев-Рюмин                                                                             | 1688—1760                                                                                                  | Резидент |
| 1719—1730                                                                                                | Дипломатические отношения приостановлены из-за Северной войны и отказа британцев признать Россию империей. | Дипломатические отношения приостановлены из-за Северной войны и отказа британцев признать Россию империей. | Дипломатические отношения приостановлены из-за Северной войны и отказа британцев признать Россию империей. | Дипломатические отношения приостановлены из-за Северной войны и отказа британцев признать Россию империей. |

## Российская империя
| Время пребывания в должности       | Портрет | Имя                                  | Годы жизни | Ранг |
| 24 декабря 1731 — апрель 1738      |         | Антиох Дмитриевич Кантемир           | 1708—1744  | Резидент до 17 июля 1733, затем посланник |
| 1738—1739                          |         | Сергей Григорьевич Долгоруков        | 16??—1739  | Посланник |
| Июнь 1739 — март 1742              |         | Иван Андреевич Щербатов              | 1696—1761  | Посланник |
| 31 декабря 1741 — июнь 1743        |         | Семён Кириллович Нарышкин            | 1710—1775  | Посланник |
| 20 июня 1743 — август 1746         |         | Иван Андреевич Щербатов              | 1696—1761  | Посланник (повторно) |
| 14 июля 1746 — 20 марта 1755       |         | Пётр Григорьевич Чернышёв            | 1712—1773  | Посланник |
| 1755—1762                          |         | Александр Михайлович Голицын         | 1723—1807  | Посланник |
| Февраль 1762 — 1764                |         | Александр Романович Воронцов         | 1741—1805  | Посланник |
| 9 декабря 1763 — 1765              |         | Генрих Иванович Гросс                | 1713—1765  | Посланник |
| 1765—1766                          |         | Фёдор Иванович Гросс                 | 1729—1793  | Поверенный в делах |
| Декабрь 1765 — июль 1768           |         | Алексей Семёнович Мусин-Пушкин       | 1729—1817  | Посланник |
| 1768 — август 1769                 |         | Иван Григорьевич Чернышёв            | 1726—1797  | Посланник |
| 12 августа 1769 — 5 мая 1779       |         | Алексей Семёнович Мусин-Пушкин       | 1729—1817  | Посланник (повторно) |
| 1775—1777, 1778                    |         | Василий Григорьевич Лизакевич        | 1737—1815  | Поверенный в делах |
| 5 мая 1779 — 14 марта 1784         |         | Иван Матвеевич Симолин               | 1720—1799  | Посланник |
| 24 мая 1784 — 4 мая 1800           |         | Семён Романович Воронцов             | 1744—1832  | Посланник |
| 1785, 4 мая 1800 — сентябрь 1800   |         | Василий Григорьевич Лизакевич        | 1737—1815  | Поверенный в делах |
|                                    |         |                                      |            | Дипломатические отношения приостановлены из-за захвата Англией Мальты |
| 29 сентября 1800 — 25 мая 1801     |         | Яков Иванович Смирнов                | 1759—1840  | Поверенный в делах. Когда в 1800 году произошёл официальный разрыв дипломатических сношений между Россией и Англией, император Павел I высочайшим рескриптом от 29 сентября 1800 года повелел Смирнову, бывшему в то время настоятелем посольской церкви, исполнять обязанности русского поверенного. |
| 25 мая 1801 — 15 мая 1806          |         | Семён Романович Воронцов             | 1744—1832  | Посол |
| 10 мая 1806 — 7 декабря 1806       |         | Павел Александрович Строганов        | 1774—1817  | Поверенный в делах |
| 7 декабря 1806 — 2 февраля 1808    |         | Максим Максимович Алопеус            | 1748—1822  | С особым поручением |
| 1807—1812                          |         |                                      |            | Дипломатические отношения приостановлены в связи с заключением Тильзитского мира |
| 1811—1812                          |         | Павел Петрович Сухтелен              | 1788—1833  | С особым поручением |
| 30 августа 1812 — 18 сентября 1812 |         | Павел Андреевич Николаи              | 1777—1866  | Поверенный в делах |
| 18 сентября 1812 — 22 мая 1834     |         | Христофор Андреевич Ливен            | 1774—1839  | Посол |
| 7 июля 1830 — 23 октября 1830      |         | Адам Фаддеевич Матушевич             | 1791—1842  | Полномочный министр |
| 20 июня 1834 — 31 января 1835      |         | Павел Иванович Медем                 | 1800—1854  | И. д. поверенного в делах |
| 5 января 1835 — 26 декабря 1839    |         | Карл Осипович Поццо-ди-Борго         | 1768—1842  | Посол |
| 1839—1840                          |         | Николай Дмитриевич Киселёв           | 1800—1869  | Поверенный в делах |
| 17 июня 1840 — 18 декабря 1854     |         | Филипп Иванович Бруннов              | 1797—1875  | Посланник |
| 1854—1856                          |         |                                      |            | Нет представительства в связи с Крымской войной |
| 30 июня 1856 — 8 февраля 1858      |         | Михаил Иринеевич Хрептович           | 1809—1891  | Посланник |
| 8 февраля 1858 — 21 мая 1870       |         | Филипп Иванович Бруннов              | 1797—1875  | Посланник до 4 декабря 1860, затем посол |
| 21 мая 1870 — 28 ноября 1870       |         | Николай Алексеевич Орлов             | 1827—1885  | Посол (не был аккредитован) |
| 28 ноября 1870 — 22 июля 1874      |         | Филипп Иванович Бруннов              | 1797—1875  | Посол (повторно) |
| 22 июля 1874 — 19 октября 1879     |         | Пётр Андреевич Шувалов               | 1827—1889  | Посол |
| 22 декабря 1879 — 13 июля 1882     |         | Алексей Борисович Лобанов-Ростовский | 1824—1896  | Посол |
| 1882                               |         | Александр Петрович Давыдов           | 1838—1885  | Поверенный в делах |
| 13 июля 1882 — 8 февраля 1884      |         | Артур Павлович Моренгейм             | 1824—1906  | Посол |
| 27 марта 1884 — 30 августа 1902    |         | Егор Егорович Стааль                 | 1822—1907  | Посол |
| 1902 — 29 декабря 1916             |         | Александр Константинович Бенкендорф  | 1849—1916  | Посол |
| 1916—1917                          |         | Константин Дмитриевич Набоков        | 1874-1927  | Поверенный в делах |
| Январь 1917 — 3 марта 1917         |         | Сергей Дмитриевич Сазонов            | 1860—1927  | Посол |
| 1919—1924                          |         | Евгений Васильевич Саблин            | 1875—1949  | Поверенный в делах |

## РСФСР
| Время пребывания в должности  | Имя                        | Годы жизни | Ранг                          |
| Ноябрь 1917 — сентябрь 1918   | Максим Максимович Литвинов | 1876—1951  | Дипломатический представитель |
| 15 мая 1921 — 30 декабря 1922 | Леонид Борисович Красин    | 1870—1926  | Дипломатический представитель |

## СССР
| Время пребывания в должности       | Имя                            | Годы жизни | Вручение верительных грамот | Ранг                                                                      |
| 30 декабря 1922 — 23 июля 1923     | Леонид Борисович Красин        | 1870—1926  |                             | Дипломатический представитель                                             |
| 23 июля 1923 — 30 октября 1925     | Христиан Георгиевич Раковский  | 1873—1941  |                             | Дипломатический представитель до 8 февраля 1924, затем поверенный в делах |
| 30 октября 1925 — 24 ноября 1926   | Леонид Борисович Красин        | 1870—1926  | 11 октября 1926             | Полномочный представитель                                                 |
| 1926 — 26 мая 1927                 | Аркадий Павлович Розенгольц    | 1889—1938  |                             | Поверенный в делах                                                        |
| 16 ноября 1929 — 15 октября 1932   | Григорий Яковлевич Сокольников | 1888—1939  | 20 декабря 1929             | Полномочный представитель                                                 |
| 15 октября 1932 — 12 августа 1943  | Иван Михайлович Майский        | 1884—1975  | 8 ноября 1932               | Полномочный представитель до 9 мая 1941, затем посол                      |
| 13 августа 1943 — 27 сентября 1946 | Фёдор Тарасович Гусев          | 1905—1987  | 15 октября 1943             |                                                                           |
| 28 сентября 1946 — 14 июня 1952    | Георгий Николаевич Зарубин     | 1900-1958  | 23 января 1947              |                                                                           |
| 14 июня 1952 — 19 апреля 1953      | Андрей Андреевич Громыко       | 1909—1989  | 7 августа 1952              |                                                                           |
| 19 апреля 1953 — 11 января 1960    | Яков Александрович Малик       | 1906—1980  | 28 мая 1953                 |                                                                           |
| 11 января 1960 — 27 января 1966    | Александр Алексеевич Солдатов  | 1915—1999  | 25 марта 1960               |                                                                           |
| 27 января 1966 — 12 мая 1973       | Михаил Николаевич Смирновский  | 1921—1989  | 10 февраля 1966             |                                                                           |
| 12 мая 1973 — 19 ноября 1980       | Николай Митрофанович Луньков   | 1919—2021  | 5 июля 1973                 |                                                                           |
| 29 ноября 1980 — 10 апреля 1986    | Виктор Иванович Попов          | 1918—2007  | 18 декабря 1980             |                                                                           |
| 10 апреля 1986 — 19 ноября 1991    | Леонид Митрофанович Замятин    | 1922—2019  |                             |                                                                           |
| 19 ноября 1991 — 25 декабря 1991   | Борис Дмитриевич Панкин        | род. 1931  |                             |                                                                           |

## Российская Федерация
| Время пребывания в должности       | Имя                             | Годы жизни | Вручение верительных грамот |
| ---------------------------------- | ------------------------------- | ---------- | --------------------------- |
| 25 декабря 1991 — 16 сентября 1993 | Борис Дмитриевич Панкин         | род. 1931  |                             |
| 5 сентября 1994 — 6 июня 1997      | Анатолий Леонидович Адамишин    | 1934—2025  | октябрь 1994                |
| 6 июня 1997 — 20 января 2000       | Юрий Евгеньевич Фокин           | 1936—2016  |                             |
| 6 марта 2000 — 9 июня 2005         | Григорий Борисович Карасин      | род. 1949  | 17 мая 2000                 |
| 9 июня 2005 — 27 августа 2010      | Юрий Викторович Федотов         | 1947—2022  | 14 июля 2005                |
| 24 января 2011 — 26 августа 2019   | Александр Владимирович Яковенко | род. 1954  | 2 марта 2011                |
| с 5 ноября 2019                    | Андрей Владимирович Келин       | род. 1957  | 13 февраля 2020             |